# Kirundu
 (décembre 2022).
Si vous disposez d'ouvrages ou d'articles de référence ou si vous connaissez des sites web de qualité traitant du thème abordé ici, merci de compléter l'article en donnant les références utiles à sa vérifiabilité et en les liant à la section « Notes et références ».
Kirundu est une localité de la République démocratique du Congo située sur le fleuve Congo au sud d'Ubundu.
Elle fut à la fin du XIXe siècle la capitale d'un état esclavagiste vassal de Tippo Tip. Il était dirigé vers 1890 par Kibonge.